# Римшнайдер, Маргарет
Маргарет Карла Мари Римшнайдер — немецкий историк и писатель.

## Жизнь
Маргарет Римшнайдер была дочерью судьи Хьюго Хёрнера и его жены Херсили. Она изучала искусствоведение и классическую археологию. В 1922 году она получила докторскую степень в Мюнхенском университете, защитив диссертацию под руководством Генриха Вельфлина.
В 1929 году она вышла замуж за доктора Георга Римшнайдера в Йене. В 1930-х они переехали в Шверин. У пары был сын Каспар (1934—1976), который был востоковедом. В 1939 году она опубликовала исследование об изменениях жестов в искусстве. В то же время она обращалась к мифологическим и археологическим сюжетам. В 1947 году уволена с государственной службы. В 1954 году она переехала в Лейпциг и, будучи пенсионеркой, в 1975 году в Мюнхен, куда в 1971 году уже переехал ее сын.

## Публикации
- Das italienische Genrebild des Barock und Rokoko. Diss. München 1922
- Der Wandel der Gebärde in der Kunst. 1939
- Homer. Entwicklung und Stil. 1950
- Fragen zur vorgeschichtlichen Religion. Koehler & Amelang Leipzig
  - Augengott und heilige Hochzeit. 1953
  - Der Wettergott. 1956
- Die Welt der Hethiter. 1954
- Von Olympia bis Ninive im Zeitalter Homers. 1963, Koehler & Amelang Leipzig
- Das Reich am Ararat. 1965, Koehler & Amelang Leipzig
- Der Schwur des Espaini. 1966, Paul List Verlag Leipzig
- Das Wunder von Jerusalem. 1967 Koehler & Amelang Leipzig
- Keine Stadt ist vor den Räubern sicher. Mit einem Nachwort von Rigobert Günther. Prisma Verlag Leipzig 1968
- Unrast und Einkehr (Ein Erasmus-Roman). 1969 Koehler & Amelang Leipzig
- Im Garten Claudias. 1970 Prisma Verlag Leipzig
- La religione dei Celti. 1979